# Francisco Domene

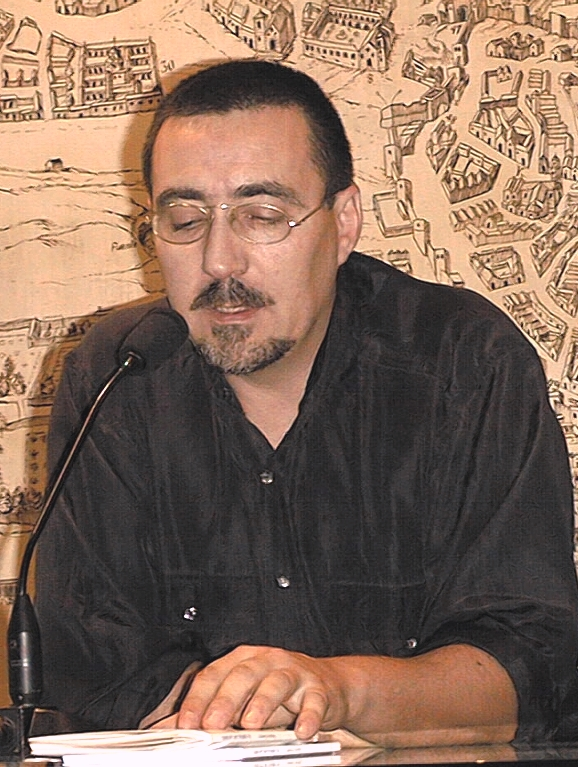
Francisco Domene

Francisco Domene (n. 12 februarie 1960, Caniles⁠(d), Andaluzia, Spania) este un romancier și poet spaniol.